# Figueres

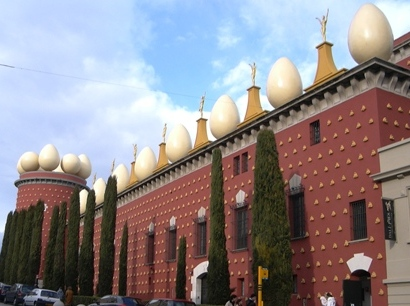
Muzeum Salvadora Dalego w Figueres

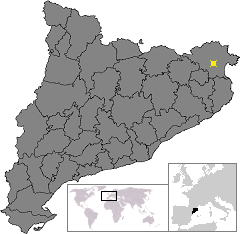
Położenie

Figueres (hiszp. Figueras) – miasto i gmina w Katalonii, w comarce Alt Empordà w prowincji Girona.
Powierzchnia Figueres wynosi 19,31 km², a liczba ludności zgodnie z danymi INE z 2006 roku – 39 641.
Figueres to miejsce urodzenia i śmierci Salvadora Dalego oraz siedziba Teatru i Muzeum Salvadora Dalego. Stąd pochodzi również zawodnik MotoGP, Maverick Vinales.
Urodziła się tutaj także Eva Fernández-Brugués, hiszpańska tenisistka.

## Miejscowości
W skład gminy Figueres wchodzą trzy miejscowości, w tym miasto gminne o tej samej nazwie:
- Figueres – liczba ludności: 38 509
- Palol – 16
- Vilatenim – 359

| 1991   | 1996   | 2001   | 2004   | 2005   | 2006   |
| ------ | ------ | ------ | ------ | ------ | ------ |
| 34 573 | 33 157 | 33 064 | 37 032 | 38 884 | 39 641 |

## Współpraca międzynarodowa

### Miasta zaprzyjaźnione
- Kalisz[1]